# Molalla
Molalla és una població dels Estats Units a l'estat d'Oregon. Segons el cens del 2000 tenia 5.647 habitants.

## Demografia
Segons el cens del 2000, Molalla tenia 5.647 habitants, 1.948 habitatges, i 1.425 famílies. La densitat de població era de 1.135,6 habitants per km².
Dels 1.948 habitatges en un 43,8% hi vivien nens de menys de 18 anys, en un 56,7% hi vivien parelles casades, en un 11,6% dones solteres, i en un 26,8% no eren unitats familiars. En el 21,6% dels habitatges hi vivien persones soles el 9,2% de les quals corresponia a persones de 65 anys o més que vivien soles. El nombre mitjà de persones vivint en cada habitatge era de 2,84 i el nombre mitjà de persones que vivien en cada família era de 3,29.
Per edats la població es repartia de la següent manera: un 31,8% tenia menys de 18 anys, un 9,7% entre 18 i 24, un 32,4% entre 25 i 44, un 15,6% de 45 a 60 i un 10,6% 65 anys o més.
L'edat mediana era de 30 anys. Per cada 100 dones de 18 o més anys hi havia 91,3 homes.
La renda mediana per habitatge era de 42.672$ i la renda mediana per família de 46.915$. Els homes tenien una renda mediana de 37.172$ mentre que les dones 25.988$. La renda per capita de la població era de 16.738$. Aproximadament el 7,3% de les famílies i el 9,7% de la població estaven per davall del llindar de pobresa.

## Poblacions més properes
El següent diagrama mostra les poblacions més properes.